# Ужупіс

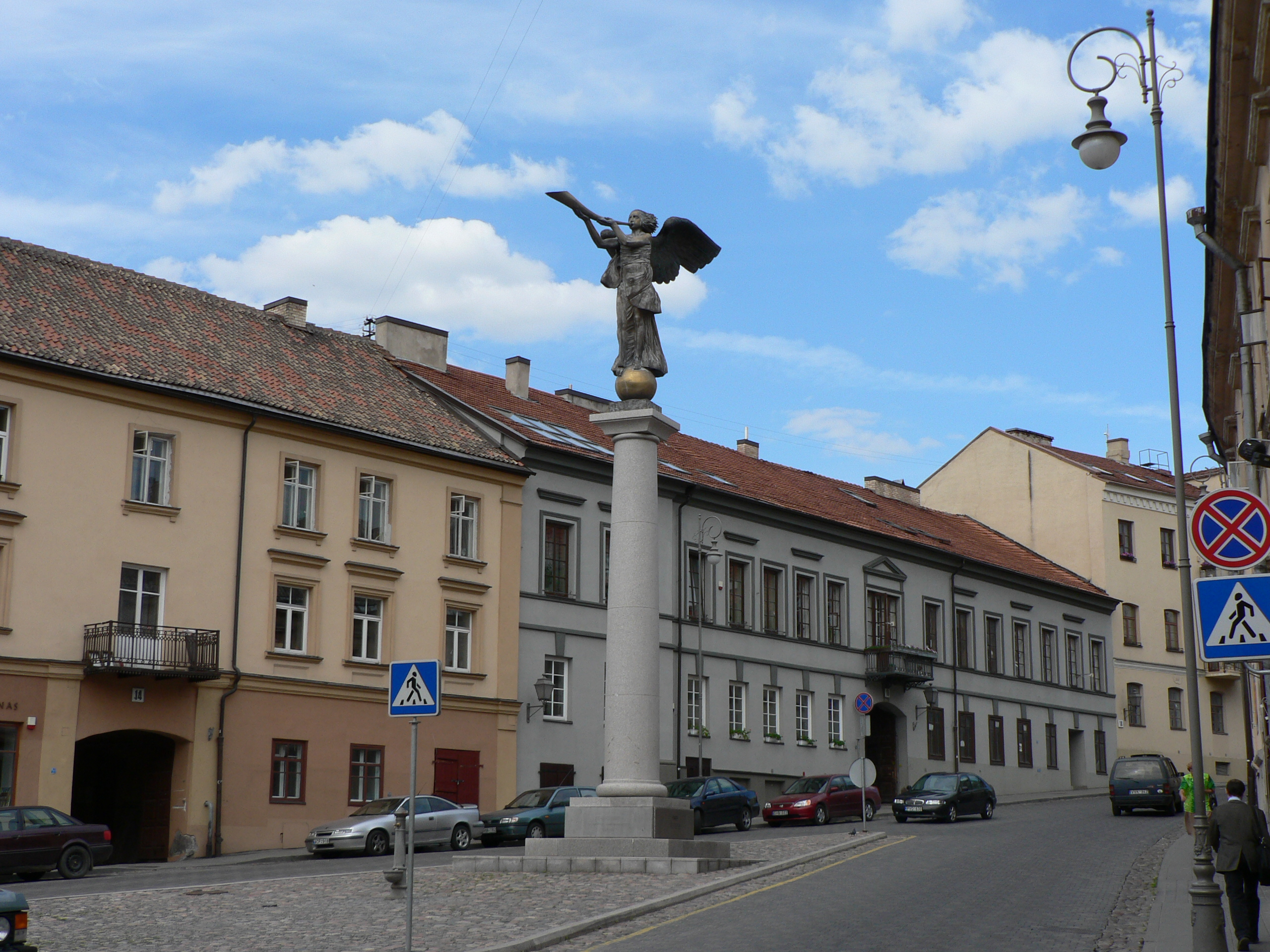
Ангел Ужупіса — символ кварталу

Ужупіс (лит. Užupis, Заріччя, їд. זארעטשע, біл. Зарэчча, пол. Zarzecze) — район міста Вільнюс, столиці Литви, частково розташований в Старому місті. Іноді його порівнюють з районом Монмартр у Парижі або Андріївським узвозом у Києві. Сьогодні в районі розташовуються художні галереї, майстерні та кафе.

## Розташування

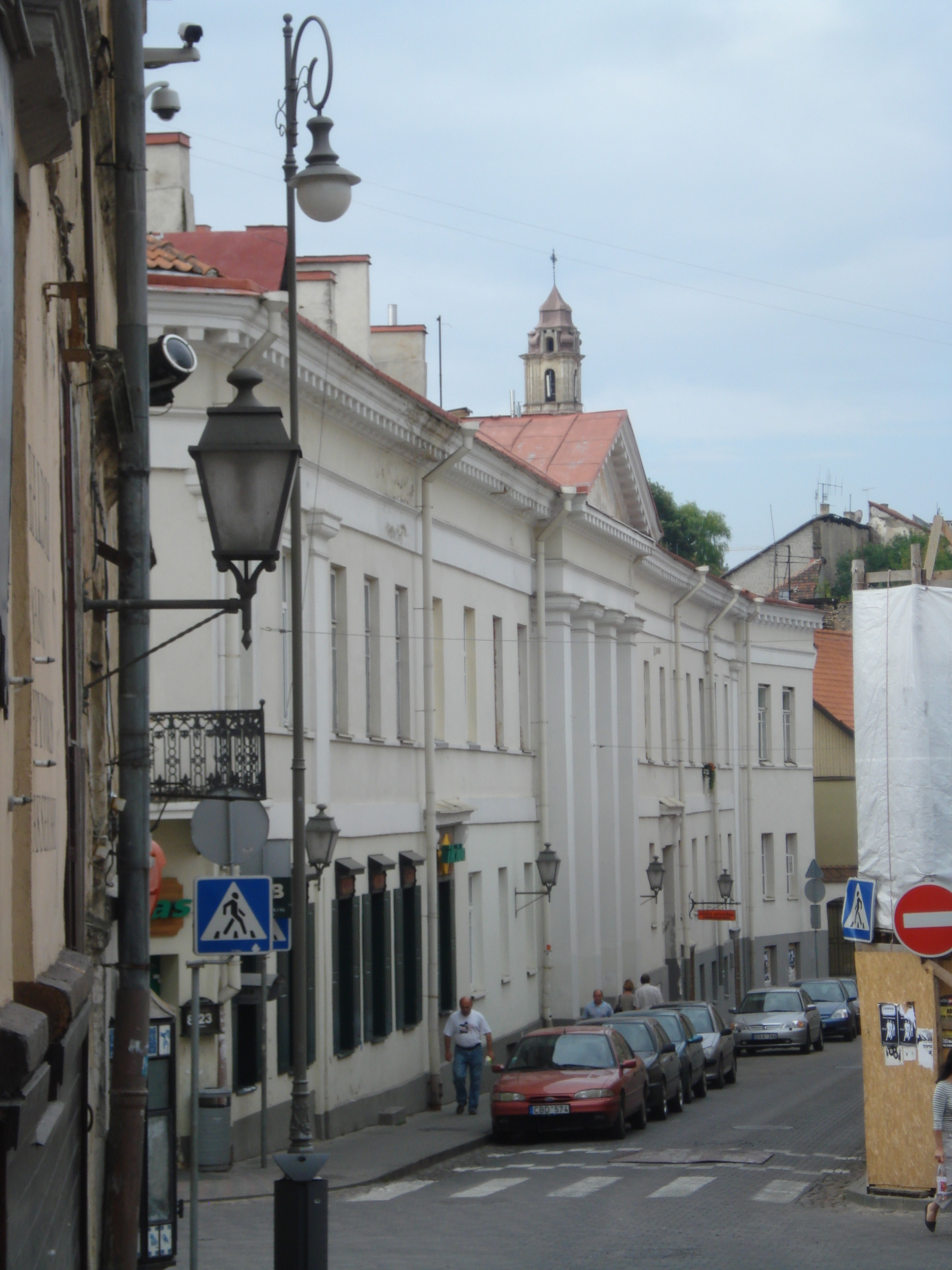
Палац Гонестов

Ужупіс — маленький ізольований квартал. З одного боку він відділений від Старого міста річкою Вільна (Вільнялє), з іншого боку знаходяться круті пагорби, а з третьої — індустріальна зона, побудована в радянські часи.
В XVI столітті були побудовані перші мости через річку. Квартал був населений в основному ремісниками. З кінця XIX століття на Заріччя стали селитися військові і дрібні службовці, проте більшу частину жителів становила міська біднота.

## Республіка Ужупіс
У 1997 році, отримавши неписаний, але сталий статус богемного, район Ужупіс в центрі Вільнюса оголосив себе «республікою» — митців та романтиків. Ця «республіка» має не тільки кордони й дорожні знаки, але й президента, міністрів, власну конституцію і свої свята, одне з яких — 1 квітня — є «державним» .
На центральній площі Ужупіса стоїть скульптура ангела (скульптор Р. Vilčiauskas), що символізує відродження цієї частини міста.

### Конституція Республіки Ужупіс

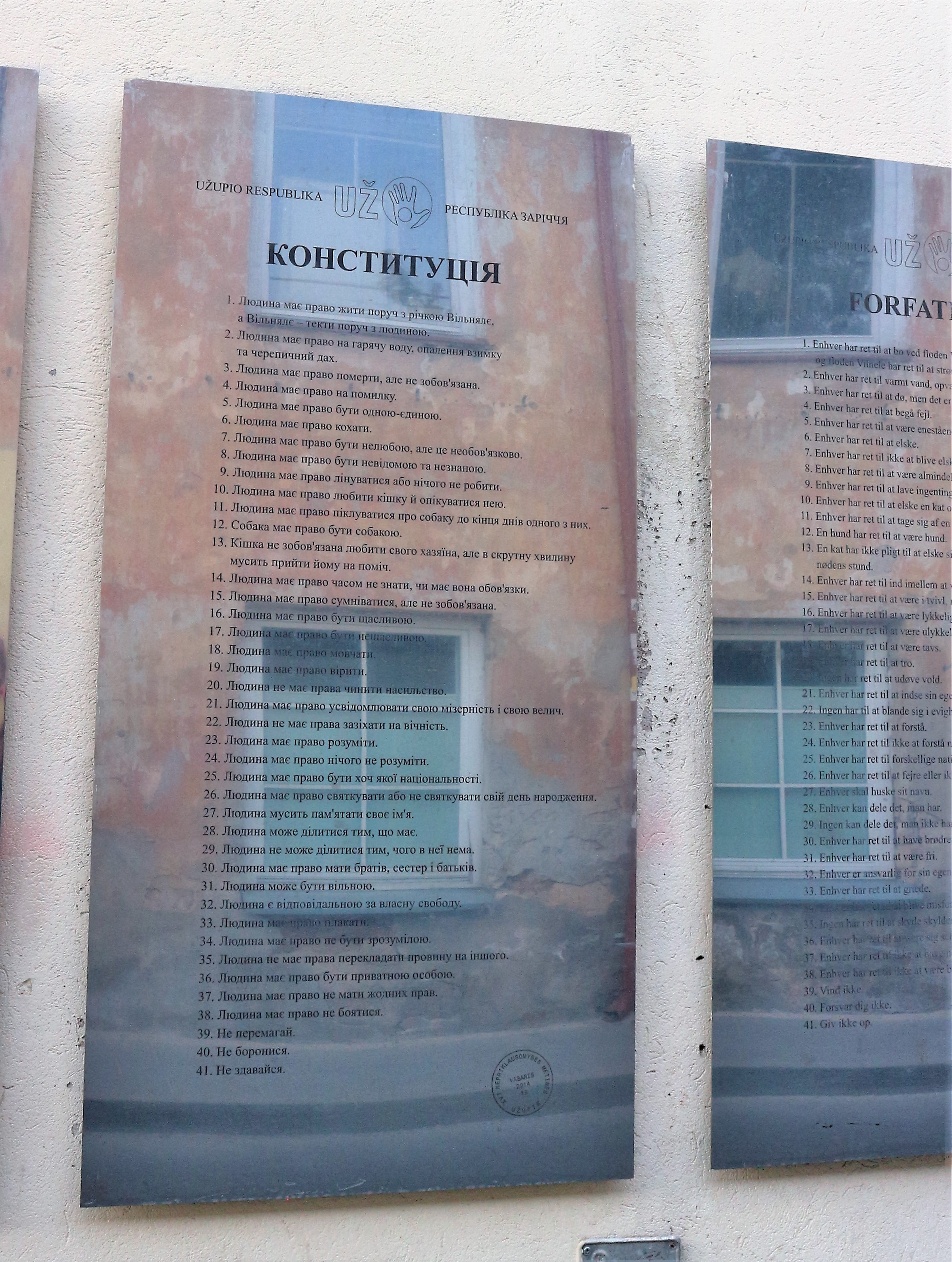
Конституція Республіки Ужупіс

Конституція Республіки Ужупіс є дещо специфічною, адже не містить статей, які закріплювали б державні інституції. Натомість, документ є зразком декларації прав людини (та домашніх тварин) в дещо скоригованій і доповненій формі.
15 лютого 2014 року, висловлюючи солідарність з боротьбою за свободу, гідність і свої права громадян України, Республіка Ужупіс урочисто, за участю свого Президента та Прем'єр-міністра і представників української спільноти Литви та учасників Майдану, символічно імпровізувавши і сам Майдан, на «проспекті Конституції» відкрила дошку з текстом своєї Конституції українською мовою. Це була вже 20-та за рахунком така дошка. Попередні переклади були зроблені на мови та діалекти народів, етнічних груп світу (у тому числі і Литви), що близькі за духом до громадян Заріччя.